# Internationale Gartenbauausstellung 1973
De Internationale Gartenbauausstellung 73, kortweg IGA 73, was de 6e editie van de wereldtuinbouwtentoonstelling (AIPH) en de tweede in de Duitse stad Hamburg die werd erkend door het Bureau International des Expositions. De tentoonstelling vond plaats op hetzelfde terrein waar tien jaar eerder de IGA 63 was gehouden. Er vonden wel enige aanpassingen van het terrein plaats, zoals de overkluizing van de Marseillerstrasse, zodat de bezoekers het hele terrein zonder oversteken konden bezoeken. In plaats van een kabelbaan werd op het terrein werd een parkspoor aangelegd om de bezoekers te vervoeren. De lijn had vier stations en deed 30 minuten over een complete ronde.